# Tanggulangin (Klirong)
Tanggulangin is een bestuurslaag in het regentschap Kebumen van de provincie Midden-Java, Indonesië. Tanggulangin telt 2883 inwoners (volkstelling 2010).